# Šepetivka
Šepetivka (in ucraino Шепетівка?; in russo Шепетовка?, Šepetovka) è una città ucraina (40 299 abitanti), nel distretto di Šepetivka, nell'Oblast di Chmel'nyc'kyj. Ospita l'amministrazione del Distretto di Šepetivka e della comunità territoriale di Šepetivka, una delle comunità territoriali dell'Ucraina.
Fino al 18 luglio 2020, Šepetivka costituiva una città di rilevanza regionale, che non apparteneva ad alcun distretto. Come parte della riforma amministrativa dell'Ucraina, che ha ridotto a tre il numero di distretti dell'Oblast' di Chmel'nyc'kyj la città è stata integrata nel distretto di Šepetivka.